# Pirate Camp
Pirate Camp es una película estadounidense de aventura juvenil, a cargo de la compañía Antibody Films. Protagonizada por Seth Adkins, Michael A. Hamilton y Candice Accola, supuso el debut cinematográfico de esta última, actualmente conocida como la vampira Caroline Forbes en la serie de televisión The Vampire Diaries.

## Reparto
- Seth Adkins como Cooper.
- Michael A. Hamilton como Bradford.
- Candice Accola como Annalisa / Tom.
- Corbin Bernsen como Hookbeard.
- Christopher Michael Casey como Casey el cocinero.
- Joshua Feinman como Rugburn.
- Sonia Kazarova como Mama Jumana.
- Jesse Lawler como Flunkie.
- Nic Novicki como Trimmer.
- Damian Perkins como Cabin Boy.
- Stephen Polk como Kidman.
- Connor Ross como Vic.
- Matthew Thompson como Cool J.
- Johanna Watts como Elizabeth.

## Producción
- Seth Adkins (coproductor).
- Chris Aronoff (productor).
- Will Blume (productor ejecutivo).
- Joshua Feinman (productor ejecutivo).
- Katie Harris (productor adjunto).
- Jeffrey Hause (coproductor).
- David Hines (coproductor).
- Jesse Lawler (productor).
- Damian Perkins (productor adjunto).
- Stephen Polk (productor).
- Scott G. Sanders (productor adjunto).